# Itersonilia perplexans
Itersonilia perplexans är en svampart som beskrevs av Derx 1948. Itersonilia perplexans ingår i släktet Itersonilia och familjen Cyfstofilobasidiaceae.   Inga underarter finns listade i Catalogue of Life.